# Walter Brennan
Pour les articles homonymes, voir Brennan.
Walter Brennan est un acteur américain né le 25 juillet 1894 à Swampscott (Massachusetts) et mort d'un emphysème le 21 septembre 1974 à Oxnard (Californie). Il repose à Los Angeles, dans le cimetière catholique de la San Fernando Mission.

## Biographie
Walter Brennan est d'abord comédien ambulant dans une petite troupe de vaudeville. Il se retrouve figurant et cascadeur en 1923 à Hollywood où il rencontre Gary Cooper dont il devient l'ami et qui commence à être connu.
En 1927, il est cité au générique pour la première fois dans le film The Ridin' Rowdy de Richard Thorpe. En 1931, lors d'une cascade, il perd ses dents ; il opte alors pour une carrière de fantaisiste.
En 1935, il est reconnu pour son rôle dans Soir de noces de King Vidor.
Il obtient le premier Oscar du meilleur acteur dans un second rôle en 1937 pour son personnage de Swan Bostrom dans Le Vandale d'Howard Hawks et William Wyler sorti en 1936. En 1939, il obtient un deuxième oscar pour son interprétation du vieux Peter Goodwin dans Kentucky de David Butler sorti en 1938. En 1941, Walter Brennan reçoit un troisième oscar pour son interprétation du personnage du juge Roy Bean dans Le Cavalier du désert de William Wyler ; il est à ce jour le seul acteur à avoir été récompensé trois fois en cinq ans.
Il interprète ensuite en 1944 le rôle du compagnon original et alcoolique d'Humphrey Bogart dans Le Port de l'angoisse d'Howard Hawks.
On le retrouve ensuite en chef de famille violent dans La Poursuite infernale de John Ford.
Il interprétera en 1959 le personnage du vieux cow-boy cabochard mais sympathique, Stumpy, dans Rio Bravo d'Howard Hawks. Ce personnage ne le quittera plus, sur le grand, puis sur le petit écran où il continuera d'apparaître dans des séries pendant les années 1960.
En plus de sa carrière d'acteur, il était également chanteur. On peut noter son interprétation aux côtés de Dean Martin et de Ricky Nelson des standards My poney, my rifle and me et Cindy dans Rio Bravo.
Fervent catholique, Brennan professa sa vie durant des idées conservatrices. Misanthrope et désabusé malgré sa réussite, il présentait une forte analogie avec ses personnages cinématographiques.

## Filmographie partielle

### comme acteur
- 1925 : Lorraine of the Lions d'Edward Sedgwick (non crédité)
- 1927 : Erik le mystérieux (The Last Performance) de Paul Fejos (non crédité)
- 1927 : Tearin' Into Trouble de Richard Thorpe
- 1927 : The Ridin' Rowdy de Richard Thorpe
- 1928 : The Ballyhoo Buster de Richard Thorpe
- 1929 : Un jour de veine (His Lucky Day) d'Edward F. Cline (non crédité)
- 1929 : The Lariat Kid (en) de B. Reeves Eason
- 1929 : One Hysterical Night (en) de William J. Craft
- 1929 : The Shannons of Broadway (en) d'Emmett J. Flynn
- 1929 : The Long Long Trail (en) d'Arthur Rosson
- 1929 : Smilin' Guns (en) de Henry MacRae
- 1929 : Les Mousquetaires de l'air (Flight) de Frank Capra
- 1930 : L'Amérique a soif (See America Thirst) de William J. Craft
- 1931 : Honeymoon Lane (en) de William J. Craft
- 1931 : Dancing Dynamite (en) de Noel M. Smith
- 1931 : Is There Justice? (en) de Stuart Paton
- 1931 : Neck and Neck de Richard Thorpe
- 1932 : Cornered (en) de B. Reeves Eason
- 1932 : Fighting for Justice (en) d'Otto Brower
- 1932 : The Fourth Horseman (en) de Hamilton MacFadden
- 1932 : Hello Trouble (en) de Lambert Hillyer
- 1932 : Law and Order de Edward L. Cahn
- 1932 : Texas Cyclone de D. Ross Lederman
- 1932 : The Airmail Mystery de Ray Taylor
- 1932 : La Loi du coup de poing (Two Fisted Law) de D. Ross Lederman
- 1932 : Miss Pinkerton de Lloyd Bacon
- 1932 : Speed Madness de George Crone
- 1932 : Iceman's Ball de Mark Sandrich
- 1932 : The All-American de Russell Mack
- 1932 : Manhattan Tower de Frank R. Strayer
- 1933 : Man of Action de George Melford
- 1933 : Le Parachutiste (Parachute Jumper) d'Alfred E. Green
- 1933 : Curtain at Eight de E. Mason Hopper
- 1933 : Goldie Gets Along de Malcolm St. Clair
- 1933 : Silent Man de D. Ross Lederman
- 1933 : The Phantom of the Air de Ray Taylor
- 1933 : Strange People de Richard Thorpe
- 1933 : Sing,Sinner,Sing d'Howard Christie
- 1933 : My Woman de Victor Schertzinger
- 1933 : One Year Later de E. Mason Hopper
- 1933 : Rustlers Roundup de Henry MacRae
- 1933 : Sensation Hunters (en) de Charles Vidor
- 1933 : L'Homme Invisible de James Whale
- 1934 : Paradise Valley de James P. Hogan
- 1934 : Curtain at Light de E. Mason Hopper
- 1934 : Beloved de Victor Schertzinger
- 1934 : Cheating Cheaters de Richard Thorpe
- 1934 : Death on the Diamond
- 1934 : Les Amants fugitifs (Fugitive Lovers), de Richard Boleslawski
- 1934 : Good Dame de Marion Gering
- 1934 : Uncertain Lady (en) de Karl Freund
- 1934 : I'll tell the world d'Edward Sedgwick
- 1934 : Half a Sinner (en) de Kurt Neumann
- 1934 : Helldorado de James Cruze
- 1934 : Le Calvaire de Flora Winters (The Life of Vergie Winters) de Alfred Santell
- 1934 : You Can't Buy Everything de Charles Reisner
- 1934 : Tailspin Tommy de Lew Landers
- 1934 : There's always tomorrow d'Edward Sloman
- 1934 : Murder in the Clouds de D. Ross Lederman
- 1934 : Murder in the Private car de Harry Beaumont
- 1934 : Prescott Kid de David Selman
- 1934 : Riptide de Edmund Goulding
- 1934 : Whom the Gods Destroy de Walter Lang
- 1934 : Une méchante femme (A Wicked Woman) de Charles Brabin
- 1935 : Northern Frontier de Sam Newfield
- 1935 : Metropolitan de Richard Boleslawski
- 1935 : Le Mystère d'Edwin Drood de Stuart Walker
- 1935 : Law Beyond the Range de Ford Beebe
- 1935 : Party Wire de Erle C. Kenton
- 1935 : Seven Keys to Baldpate de William Hamilton et Edward Killy
- 1935 : Soir de noces (The Wedding Night) de King Vidor
- 1935 : Welcome Home de James Tinling
- 1935 : Lady Tubbs de Alan Crosland
- 1935 : La Fiancée de Frankenstein de James Whale
- 1935 : Les Joies de la famille (Man on the Flying Trapeze) de Clyde Bruckman
- 1935 : Spring Tonic de Clyde Bruckman
- 1935 : Désirs secrets (Alice Adams) de George Stevens
- 1935 : Gosse de riche (She Couldn't Take It) de Tay Garnett (non crédité)
- 1935 : Ville sans loi (Barbary Coast) de Howard Hawks
- 1936 : Le Fils du désert (Three Godfathers) de Richard Boleslawski
- 1936 : Ils étaient trois (These Three) de William Wyler
- 1936 : Le Diable au corps (The Moon's Our Home) de William A. Seiter
- 1936 : Furie (fury) de Fritz Lang
- 1936 : Le Vandale (Come and Get It) de Howard Hawks et William Wyler
- 1936 : Saint-Louis Blues (Banjo on My Knee) de John Cromwell
- 1937 : Affairs of Cappy Ricks de Ralph Staub
- 1937 : She's Dangerous de Milton Carruth et Lewis R. Foster
- 1937 : When Love is Young de Hal Mohr
- 1937 : La Petite Roublarde (Wild and Woolly) d'Alfred L. Werker
- 1938 : Les Flibustiers (The Buccaneer) de Cecil B. DeMille
- 1938 : Les Aventures de Tom Sawyer (The Adventures of Tom Sawyer) de Norman Taurog
- 1938 : La Ruée sauvage (The Texans) de James Patrick Hogan
- 1938 : Madame et son cowboy (The Cow-boy and the Lady) de H. C. Potter
- 1938 : Kentucky de David Butler
- 1939 : Joe and Ethel Turp Call on the President de Robert B. Sinclair
- 1939 : La Grande farandole (The Story of Vernon and Irene Castle) de Henry C. Potter
- 1939 : Mélodie de la jeunesse (They Shall Have Music) d'Archie Mayo
- 1939 : Stanley et Livingstone (Stanley and Livingstone) d'Henry King
- 1940 : Le Cavalier du désert (The Westerner) de William Wyler
- 1940 : Le Grand Passage (Northwest Passage) de King Vidor
- 1940 : Maryland de Henry King

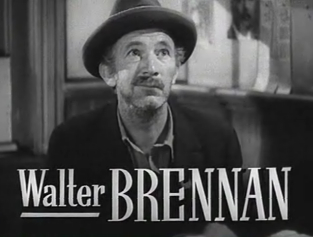
Walter Brennan dans L'Homme de la rue (Meet John Doe) en 1941.

- 1941 : L'Homme de la rue (Meet John Doe) de Frank Capra
- 1941 : Sergent York (Sergeant York) de Howard Hawks
- 1941 : L'Étang tragique (Swamp Water) de Jean Renoir
- 1941 : Révolte au large (This Woman is Mine) de Frank Lloyd
- 1941 : Rise and Shine d'Allan Dwan
- 1942 : Vainqueur du destin (The Pride of the Yankees) de Sam Wood
- 1942 : Le Cargo des innocents de Robert Z. Leonard
- 1943 : L'Amour travesti (Slightly dangerous) de Wesley Ruggles
- 1943 : L'Étoile du Nord (The North Star) de Lewis Milestone
- 1944 : Le Jockey de l'amour (Home in Indiana) d'Henry Hathaway
- 1944 : Le Port de l'angoisse (To have and have not) de Howard Hawks
- 1944 : La Princesse et le Pirate (The Princess and the Pirate) de David Butler
- 1946 : Meurtre au port (Nobody Lives Forever) de Jean Negulesco
- 1945 : La Femme du pionnier (Dakota) de Joseph Kane
- 1946 : La Voleuse (A Stolen Life) de Curtis Bernhardt
- 1946 : Quadrille d'amour (Centennial Summer) d'Otto Preminger
- 1946 : La Poursuite infernale (My darling clementine) de John Ford
- 1947 : Jenny et son chien (Driftwood) d'Allan Dwan
- 1948 : Ciel rouge (Blood on the Moon) de Robert Wise
- 1948 : La Rivière rouge (Red river) de Howard Hawks
- 1949 : Horizons en flammes (Task Force) de Delmer Daves
- 1949 : Les Belles Promesses (The Green Promise) de William D. Russell
- 1950 : Le Petit Train du Far West (A Ticket to Tomahawk) de Richard Sale : Terence Sweeny
- 1950 : Cœurs enflammés (Surrender) d'Allan Dwan : le shérif William Howard
- 1950 : The Showdown de Dorrell McGowan et Stuart E. McGowan : le capitaine MacKellar
- 1950 : Curtain Call at Cactus Creek de Charles Lamont : Rimrock Thomas
- 1950 : Un Shérif à la page (Singing Guns) de R. G. Springsteen : le docteur Jonathan Mark
- 1951 : Une corde pour te pendre/Le désert de la peur (Along the Great Divide) de Raoul Walsh : Timothy "Pop" Keith
- 1951 : Plus fort que la loi (Best of the Badmen) de William D. Russell : "Doc" Butcher
- 1951 : Tonnerre sur le Pacifique (The Wild Blue Yonder) d'Allan Dwan : le général Wolfe
- 1952 : Return of the Texan de Delmer Daves : Grandpa Firth Crockett
- 1952 : Prisonniers du marais (Lure of the Wilderness) de Jean Negulesco : Jim Harper
- 1953 : La Mer des bateaux perdus (Sea of Lost Ships) de Joseph Kane : le premier maître "Chef" O'Malley
- 1954 : La Rivière sanglante (Drums Across the River) de Nathan Juran : Sam Brannon
- 1954 : Quatre tueurs et une fille (Four Guns to the Border) de Richard Carlson : Simon Bhumer
- 1954 : Je suis un aventurier (The Far Country) d'Anthony Mann : Ben Tatum
- 1955 : Un homme est passé (Bad Day at Black Rock) de John Sturges : Doc Velie
- 1955 : Le Doigt sur la gâchette (At Gunpoint!) d'Alfred L. Werker : Doc
- 1956 : Le Shérif (The Proud Ones) de Robert D. Webb : Jake
- 1956 : Glory de David Butler : Ned Otis
- 1956 : Celui qu'on n'attendait plus (Come Next Spring) de R. G. Springsteen : Jeffrey Storys
- 1956 : Adieu Lady (Good-bye, My Lady) de William A. Wellman : l'oncle Jesse Jackson
- 1957 : Le Chemin de l'or (The Way to the Gold) de Robert D. Webb : l'oncle George Williams
- 1957 : Tammy and the Bachelor de Joseph Pevney : Grandpa
- 1957 : God is my partner de William F. Claxton : le docteur Charles Grayson
- 1959 : Rio Bravo de Howard Hawks : Stumpy
- 1962 : Shootout at Big Sag de Roger Kay : "Preacher" Hawker
- 1962 : La Conquête de l'Ouest (How The West Was Won) de John Ford et Henry Hathaway : le colonel Jeb Hawkins
- 1965 : Calloway le trappeur (Those Calloways) de Norman Tokar : Alf Simes
- 1966 : La Statue en or massif (The Oscar) de Russell Rouse : Orrin C. Quentin
- 1967 : La Gnome-mobile (The Gnome-Mobile) de Robert Stevenson : D. J. Mulrooney / Knobby
- 1967 : Who's Minding the Mint? d'Howard Morris : Pop Gillis
- 1968 : The One and Only, Genuine, Original Family Band de Michael O'Herlihy : Renssaeler Bower
- 1969 : Ne tirez pas sur le shérif (Support Your Local Sheriff!) de Burt Kennedy : Pa Danby
- 1975 : Smoke in the Wind de Joseph Kane et Andy Brennan : H. P. Kingman